# Samsun (ville)
Pour les articles homonymes, voir Samsun.
Ne doit pas être confondu avec Samsung.
Samsun est une ville de Turquie, sur la mer Noire, capitale de la province de Samsun. C'est l'une des trente villes de Turquie possédant le statut de métropole. Elle se situe au centre de la région de la mer Noire dont elle est la ville la plus peuplée et la plus développée en matière d'éducation, de santé, d'industrie, de commerce, de transport et d'économie.

## Étymologie, mythologie et histoire
Les populations ont toujours été attirées par la fertilité des sols environnants, le climat pontique et la position maritime de Samsun, avec son abri devenu très tôt un port. La ville a porté d'autres noms durant son histoire : Amisos dans l'Antiquité, qui est à l'origine du nom actuel selon une évolution semblable à celle que l'on peut aussi constater pour d'autres noms actuels de villes turques : εἰς Ἀμισόν (Is Amisson « vers Amissos ») a donné Samsun. Selon la mythologie antique, Samsun aurait été, vers le XIIe siècle av. J.-C. le pays des Amazones évoquées par Strabon. Des colons grecs de Milet, installés dans le VIe siècle av. J.-C. établissent un commerce florissant avec les populations de l'intérieur de l'Asie Mineure. Au IIIe siècle av. J.-C., la cité passe sous la domination du royaume du Pont, qui, à son apogée, contrôle la majeure partie de l'Anatolie et la plupart des villes de commerce des rives de la mer Noire. Assiégée par l'armée de Lucullus en guerre contre Mithridate VI, Amisos est dévastée, mais Lucullus autorise sa reconstruction. En 47 av. J.-C., la ville est prise par les Romains.
Intégrée dans l'Empire romain devenu byzantin, elle est prise par les Seldjoukides vers 1200, puis par les Mongols de Tamerlan. La ville devient plus tard une partie d'un beylicat turc. Puis Samsun est incorporée dans le réseau des escales génoises de la mer Noire. Elle est prise par les Ottomans dans la première partie du XVe siècle et prend alors le nom de Canik (lire « Djanik », peut-être une déformation de Canip : la côte). Pendant la période ottomane, la plupart des habitants chrétiens ne peuvent échapper au « haraç » (double-capitation sur les non-musulmans) et à la « pédomazoma » (enlèvement des garçons chrétiens pour le corps des janissaires) afin d’acheter leur droit à la vie, tout en restant des citoyens de seconde classe, soumis à des restrictions humiliantes. Après les massacres de populations chrétiennes à Phocée en 1914, le Génocide grec pontique, le génocide arménien et l’exil des derniers chrétiens survivants, les non-musulmans ne représentaient pas plus d'un cinquième de la population en 1923.
Sous la domination ottomane, la ville produit du tabac. Dans la seconde moitié du XIXe siècle, la ville est connectée au système de chemin de fer mais son port se dégrade lentement, et l'économie stagne. Étant l'un des perdants de la Première Guerre mondiale, l'Empire ottoman est menacé de partition par les puissances victorieuses de l'Entente, qui occupent Istanbul. Mustafa Kemal Atatürk et son état-major réagissent : ils quittent Istanbul à bord du bateau à vapeur Bandırma pour Samsun, dans la soirée du 16 mai 1919. La Guerre d'indépendance turque commence à Samsun le 19 mai 1919 et se conclut par la victoire finale des Turcs le 29 octobre 1923, qui abolit le traité de Sèvres et lui substitue celui de Lausanne, beaucoup plus avantageux pour la toute nouvelle république de Turquie.

## Climat
Le climat pontique de la ville, avec ses étés chauds et humides, une température maximale moyenne d'environ 27 °C, et une température minimale moyenne de 3,7 °C, est un climat de transition (Köppen:  Cfa) entre le climat océanique et le climat subtropical humide. Le record absolu de chaleur est de 39,0 °C le 15 août 1938 et le record absolu de froid est de −9,8 °C le 9 février 1929. Les chutes de neige sont fréquentes en hiver, mais l'enneigement est limité par des températures généralement douces. La température de l'eau est toujours fraîche, variant entre 8 °C et 20 °C toute l'année. 

## Centres d'intérêt
- « Musée d'Archéologie et d'Ethnographie du 19 mai ».
- Monuments commémoratifs de Çiftehamam, d'Atatürk et d'İlk Adım.
- Bateau à vapeur Bandırma conservé dans le port.
- Bains de Havza, de Lâdik, de Kızgözü Aslanağzı, de Küçükhamam, Taşkale et de Şifa.
- Mosquées de Kale, de Pazar, de Hacı Hatun, de Yalı, de Tayyar Pacha, de Mustafa Pacha, de Rıdvan Bey, d'Abdullah Pacha, de Değirmenbaşı, de Taceddin Pacha, de Pazar (Terme), de Taşkale, Büyük Cami (Grande Mosquée), Mosquées et Mausolées de Şeyh Seyyid Kudbeddin et d'İsa Baba, medrese (écoles religieuses) de Bafra et de Fazıl Ahmed Pacha.
- Bazar de Fazıl Ahmed Pacha.
- Imaret (hospice) de Havza.
- Parcs de loisirs forestiers du Petit Bois de Çakırlar, de Çamgöl et de Vezirköprü.

## Démographie
En 1927, la population turque était de 13.648.270, parmi les 63 provinces, en termes de taille de la population, Samsun a été classé la 17e plus grande province du pays avec sa population totale de 268.868. Samsun constitue environ 1,2 % de la population turque. Sur ces 9,083 km2, en 1927 il y avait environ 28 habitant par km², en 2007 ce nombre a évolué jusqu'à 135. En 2000 on constate que 17,3 % des habitants de Samsun sont nés dans d'autres provinces, parmi cela 3,2 % se compose des habitants nés dans la province d'Ordu.
- 16e plus grande ville de Turquie par la population
- 1 348 542 habitants (2019)

| 1927                                    | 1990      | 1997      | 2000      | 2007      | 2017      | 2019      |
| --------------------------------------- | --------- | --------- | --------- | --------- | --------- | --------- |
| 268.868                                 | 1.161.207 | 1.153.763 | 1.209.137 | 1.228.959 | 1.312.990 | 1.348.542 |
| Nombre retenu à partir de 1927 : By T.C |           |           |           |           |           |           |

## Économie
Samsun est un important centre commercial turc et le plus important port sur la côte de la mer Noire.
La région de Samsun est l'une des grands productrices du tabac en Turquie, culture développée sous la direction de la Régie co-intéressée des tabacs de l'empire ottoman.

## Éducation
L'Université de Samsun (19 Mayis Üniversitesi) est l'une des sept universités les plus réputées de Turquie. En outre, la ville a des collèges, des lycées, des écoles primaires et des bibliothèques publiques.

### Les chiffres
1 084 écoles primaires, avec 13649 enseignants et 256 827 étudiants.
58 lycées généraux, équipés au total de 1018 salles de classe, pour 1980 enseignants et 33 350 étudiants.
50 lycées professionnels, équipés au total de 806 salles de classe, pour 1578 enseignants et 21 734 étudiants.
7 écoles privées sont également en fonctionnement dans la province, avec plus de 70 salles de classe.

## Sport
Le sport le plus populaire à Samsun est de loin le football. Le club local, Samsunspor, fondé en 1965, a remporté la Coupe des Balkans des clubs. Les rencontres se disputent au stade de Samsun, 19 Mayıs Stadium, d'une capacité de 19 720 places. Il joue actuellement dans la Spor Toto Süper Lig (D1).
Le basket-ball est le 2e sport le plus pratiqué. Le club de basket-ball de Samsun, fondé dans les années 1970, a été le premier club de basket-ball de toute l'Anatolie.
Parmi les plus grands lutteurs de Turquie, Yaşar Doğu et Mustafa Dağıstanlı sont originaires de cette ville.
La ville accueille un grand prix de Judo.

## Médias
La presse de Samsun est représentée par plusieurs journaux. Ekip Gazetesi, Haber Gazetesi, Halk Gazetesi sont le quotidien représentatif de la ville. AKS TV, Alfa TV, Kanal 55, Bafra TV, Kanal S, Klas TV, sont les chaînes de télévisions appartenant à la ville.

## Transports
Samsun est la ville la plus développée de la région de la mer Noire (Karadeniz Bölgesi). Depuis 2009, elle dispose d'un transport rapide et écologique : le tramway.

### Desserte ferroviaire
La ville est desservie par deux liaisons ferroviaires : Samsun-Sivas et Samsun-Konya. La gare est située dans le centre-ville.

### Desserte routière
La ville est bien reliée aux régions voisines. La gare routière, ou terminal des bus, est située dans le centre-ville.

### Desserte maritime
Le port, dans le centre-ville, est accessible aux croisiéristes de juin à août.

### Desserte aérienne
L'aéroport de Samsun est situé à 19 km du centre-ville

Tel: (+90-362) 844 88 30-844 88 24-844 88 25

## Personnalités
- Sagopa Kajmer - Rappeur
- Orhan Gencebay - Chanteur
- Orhan Hakalmaz - Chanteur
- Yıldıray Çınar - Chanteur
- Hale Caneroğlu - Actrice
- Ahu Türkpençe - Actrice
- Ece Erken - Actrice
- Levent Kırca - Acteur
- Mehmet Aslantuğ - Acteur
- Ferhan Şensoy - Acteur
- Hikmet Karagöz - Acteur, caricaturiste
- Bedri Koraman - Caricaturiste
- Behiç Ak - Caricaturiste
- Tanju Çolak - Footballeur │ Meilleur buteur d'Europe en 1987 et 3e en 1986
- Sabri Sarıoğlu - Footballeur
- Gökhan Gönül - Footballeur
- Mehmet Özdilek - Footballeur
- Hakan Bayraktar - Footballeur
- Serkan Aykut - Footballeur
- Ertuğrul Sağlam - Entraineur
- Mustafa Dağıstanlı Lutteur │ Deux médailles d'or aux Jeux olympiques.
- Yaşar Doğu - Lutteur │ Une médaille d'or aux Jeux olympiques.
- Neyzen Tevfik - Écrivain
- Vedat Türkali - Écrivain
- Murat Karayalçın - Homme politique
- Ali Fuat Başgil - Homme politique
- Bilal Yigit Koçak - Acteur

## Jumelage
- Trikomo (Chypre) Partie turque (depuis 2006)
- Arkansas (États-Unis) (depuis 2006)
- Novossibirsk (Russie) (depuis 2007)
- Dar es Salam (Tanzanie) (depuis 2007)
- Kalmar (Suède) (depuis 2008)
- Brčko (Bosnie-Herzégovine) (depuis 2012)
- Soumgaït (Azerbaïdjan) (depuis 2012)
- Gorgan (Iran) (depuis 2012)
- Bichkek (Kirghizistan) (depuis 2013)
- Accra (Ghana) (depuis 2013)
- Bizerte (Tunisie) (depuis 2013)
- Kurtalan (Turquie) (depuis 2015)
- Tușba (Turquie) (depuis 2016)
- Aktaou (Kazakhstan) (depuis 2016)
- Zarka (Jordanie) (depuis 2016)
- Al Farwaniyah (Koweït) (depuis 2016)
- Bitlis (Turquie) (depuis 2017)